# Клостер (Северный Брабант)
Клоостер (нидерл. Klooster) — деревня на юге Нидерландов. Входит в состав общины Алфен-Хам провинции Северный Брабант. Расположена в двух километрах к северу от города Кам, в равнинной местности. Население Клоостер составляет 33 человека по состоянию на 2010 год.